# Торунарига, Ожокожо
Ожокожо Торунарига (англ. Ojokojo Torunarigha; родился 12 марта 1970 года, в Лагосе, Нигерия) — нигерийский футболист, выступавший в качестве полузащитника немецкого клуба «Кемницер» с 1991 по 1995 год и ещё в нескольких немецких клубах. Он также играл в международный футбол за Нигерию, а затем стал тренером в Герте. Его сыновья Джуниор и Джордан также являются футболистами.